# لغة ثانية
اللغة الثانية  (بالإنجليزية: Second language) هي اللغة التي يتحدثها غير الناطقين بها، أو بعبارة أخرى، أي لغة تختلف عن اللغة الأم، والتي يكتسبها الفرد بعد فترة تعلم. وتلعب هذه اللغة دورًا اجتماعيًا ومؤسسيًا في المجتمع الذي يتم تعلمها فيه.